# Thymalus marginicollis
Thymalus marginicollis is een keversoort uit de familie schorsknaagkevers (Trogossitidae). De wetenschappelijke naam van de soort werd in 1842 gepubliceerd door Louis Alexandre Auguste Chevrolat.